# Walter Benz
Walter Benz (Lahnstein, 1931. május 2. – Ratzeburg, 2017. január 13.) német matematikus.

## Pályafutása
A mainzi Johannes Gutenberg Egyetemen tanult és 1954-ben szerzett doktori fokozatot. Először a frankfurti Johann Wolfgang Goethe Egyetemen tevékenykedett, majd a bochumi Ruhr Egyetem, illetve a Hamburgi Egyetem professzora lett.
Az 1973-ban megjelent Vorlesungen über Geometrie der Algebren könyve nyomán bizonyos geometriai objektumokat Benz-síknak neveznek.

## Művei
- Vorlesungen über Geometrie der Algebren. Grundlehren, Bd. 197 (1973), Springer Verlag, Berlin–Heidelberg–New York
- Geometrische Transformationen unter besonderer Berücksichtigung der Lorentztransformationen. BI Wissenschaftsverlag, Mannheim–Leipzig–Wien–Zürich, 1992
- Real Geometries. BI Wissenschaftsverlag, Mannheim–Leipzig–Wien–Zürich, 1994
- Ebene Geometrie. Einführung in Theorie und Anwendung. Spektrum Akademischer Verlag, Heidelberg–Berlin–Oxford, 1997
- Classical Geometries in Modern Contexts (Geometry of Real Inner Product Spaces). Birkhäuser Verlag, Basel–Boston–Berlin, 2005

## Tudományos elismerése
- 2004-ben a Magyar Tudományos Akadémia tiszteleti tagul választotta.

## Fordítás
- Ez a szócikk részben vagy egészben a Walter Benz című angol Wikipédia-szócikk fordításán alapul.  Az eredeti cikk szerkesztőit annak laptörténete sorolja fel. Ez a jelzés csupán a megfogalmazás eredetét és a szerzői jogokat jelzi, nem szolgál a cikkben szereplő információk forrásmegjelöléseként.